# Sybra mindanaonis
Sybra mindanaonis là một loài bọ cánh cứng trong họ Cerambycidae.